# 올림픽 성화대

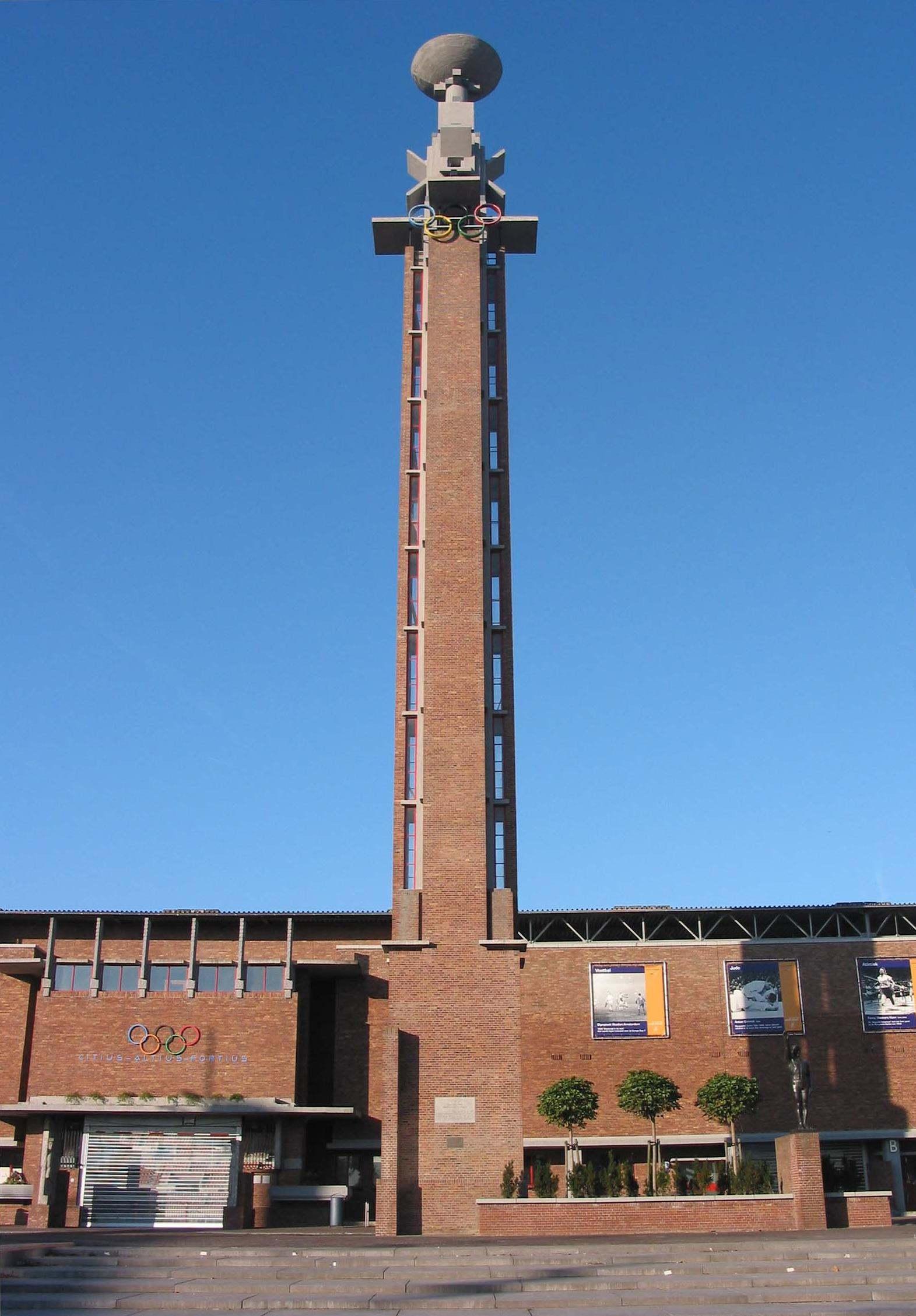
암스테르담 올림픽 스타디움의 마라톤 타워. 1928년 대회 기간 동안 성화가 점화되었다.

올림픽 성화대는 올림픽 대회 기간 동안 올림픽 성화가 타오르는 곳이다.
일반적으로 성화대는 올림픽 개막식과 폐막식이 열리는 올림픽 경기장 근처에 배치되며, 폐막식이 끝날 때를 제외하고는 대회 기간 동안 상징적인 성화가 한 순간도 꺼지지 않는다. 정확한 규정은 없지만 올림픽이 조직되는 도시의 여러 지점에서 볼 수 있도록 성화대가 높은 경우가 많다.
성화대는 1928년 하계 올림픽에 처음 등장했다. 네덜란드 건축가 얀 빌스는 제9회 올림픽 경기장 설계에 성화대를 포함시켰고, 그곳에 불을 피울 생각을 했다. 1928년 7월 28일, 암스테르담 전력 회사의 한 직원이 네덜란드인들에게 "KLM 재떨이"로 알려진 이른바 마라톤 타워에서 최초의 올림픽 성화를 점화했다.
올림픽 성화는 항상 공공장소에서 타야 하기 때문에 모든 사람이 볼 수 있고 항상 야외에 놓여야 한다. 실제로 개막식이 실내에서 열렸던 밴쿠버 동계 올림픽 때 실제 성화대는 다른 곳에 있었고 개막식장에는 상징적인 성화대가 놓였다.

## 갤러리

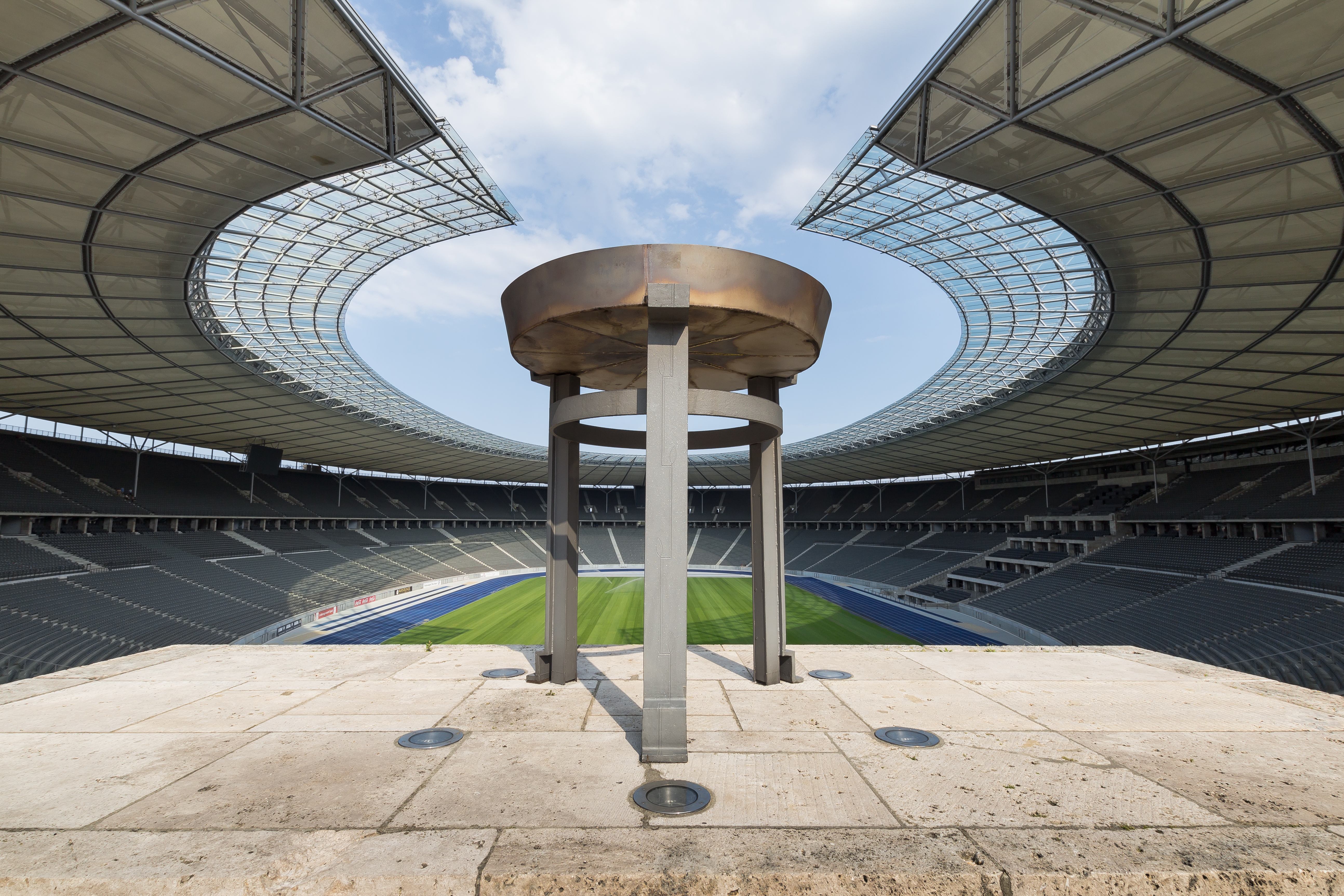
1936년 하계 올림픽 성화대. 전통적인 성화대는 단순히 받침대 위의 그릇 모양을 사용한다.
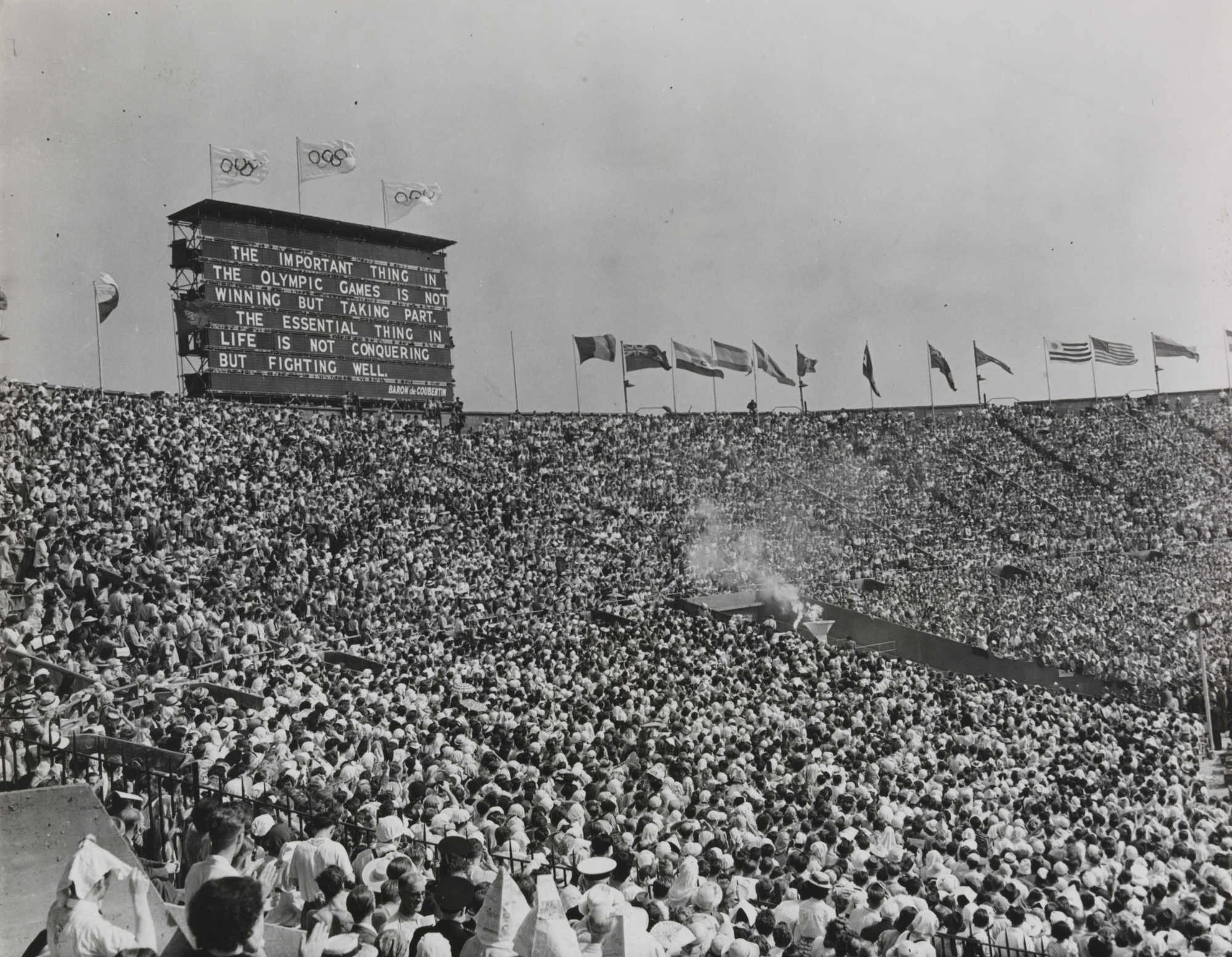
1948년 런던 올림픽 성화대
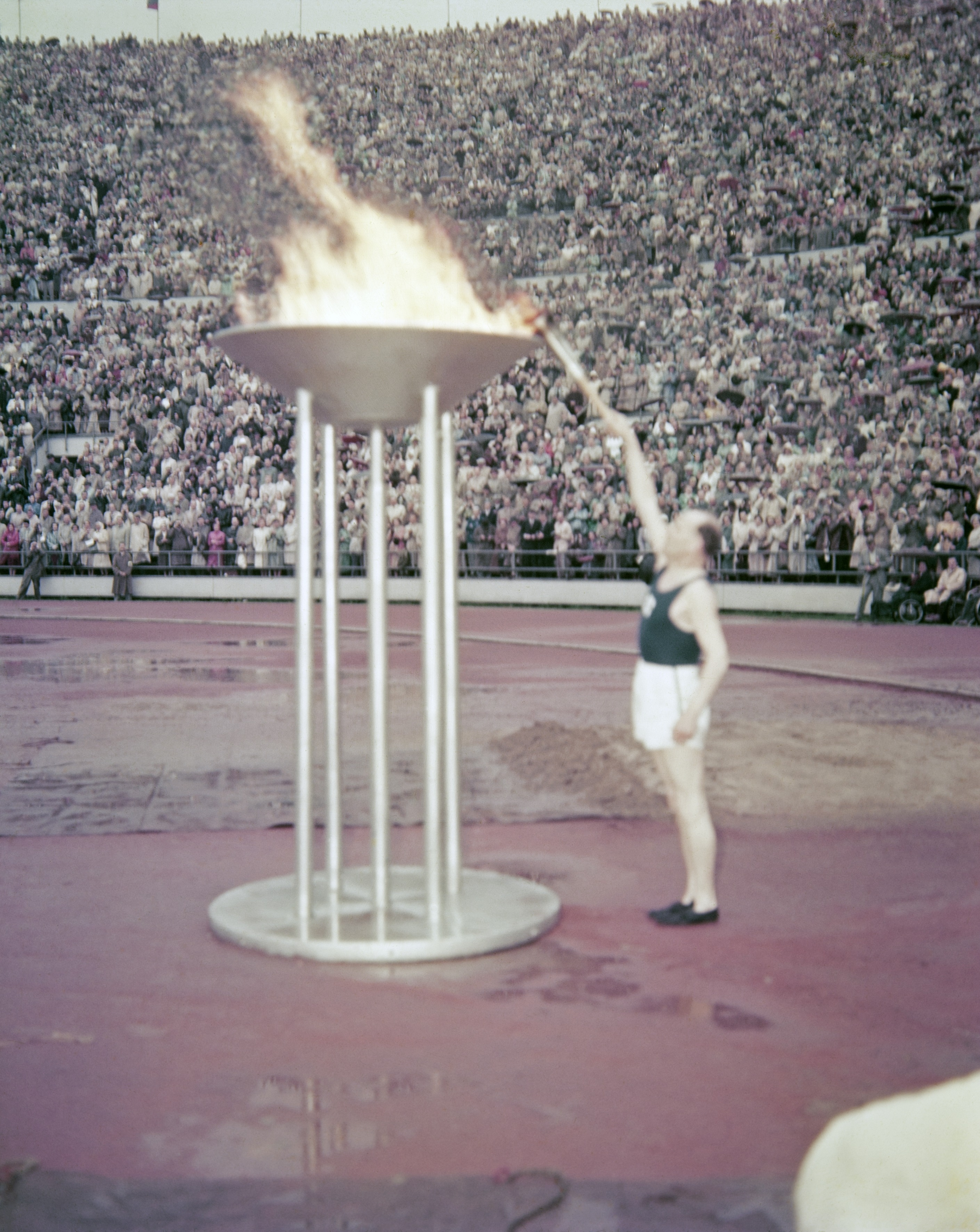
1952년 헬싱키 올림픽 성화대
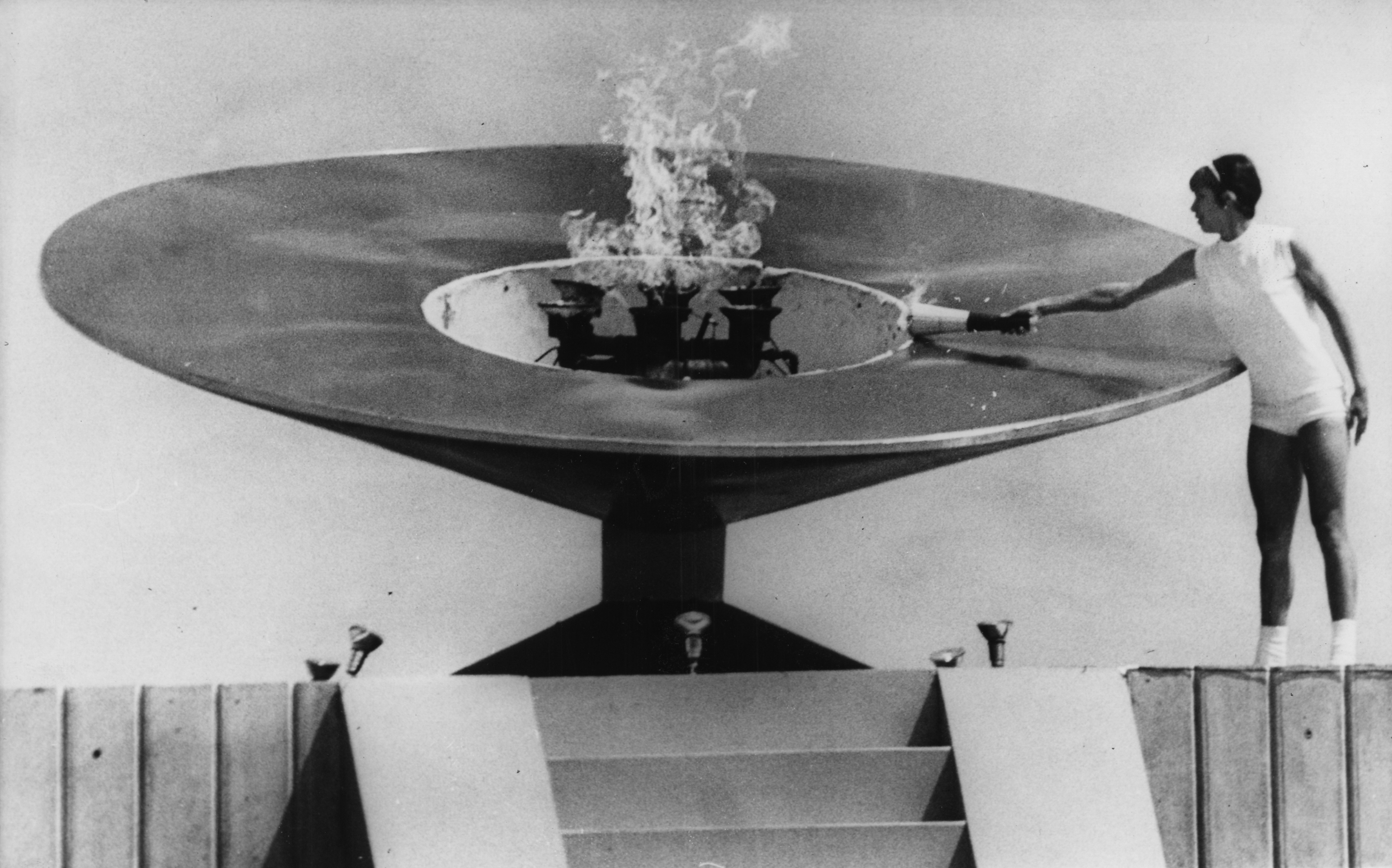
1968년 멕시코시티 올림픽 성화대
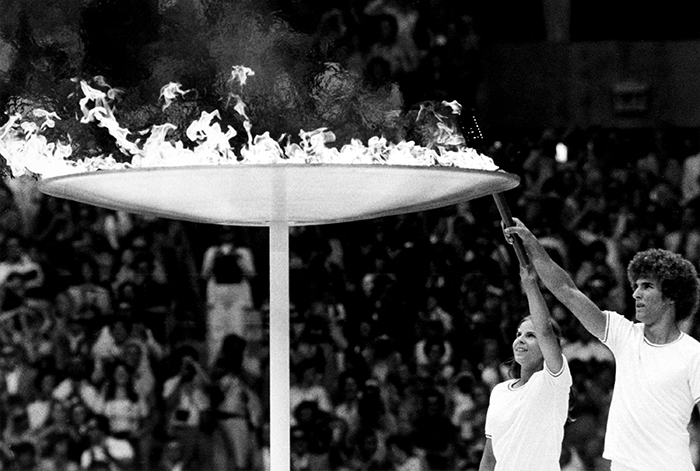
1976년 몬트리올 올림픽 성화대
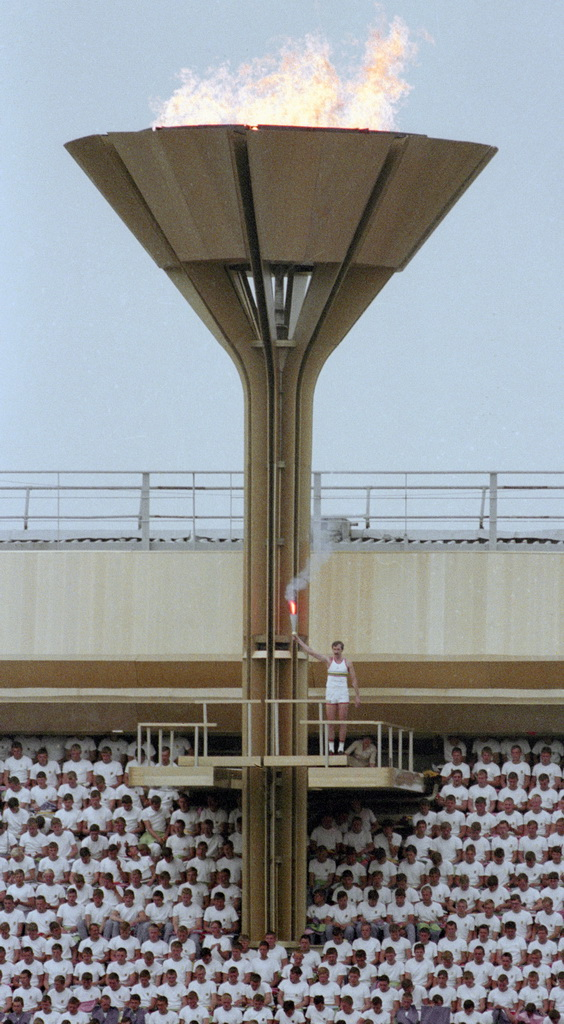
1980년 모스크바 올림픽 성화대
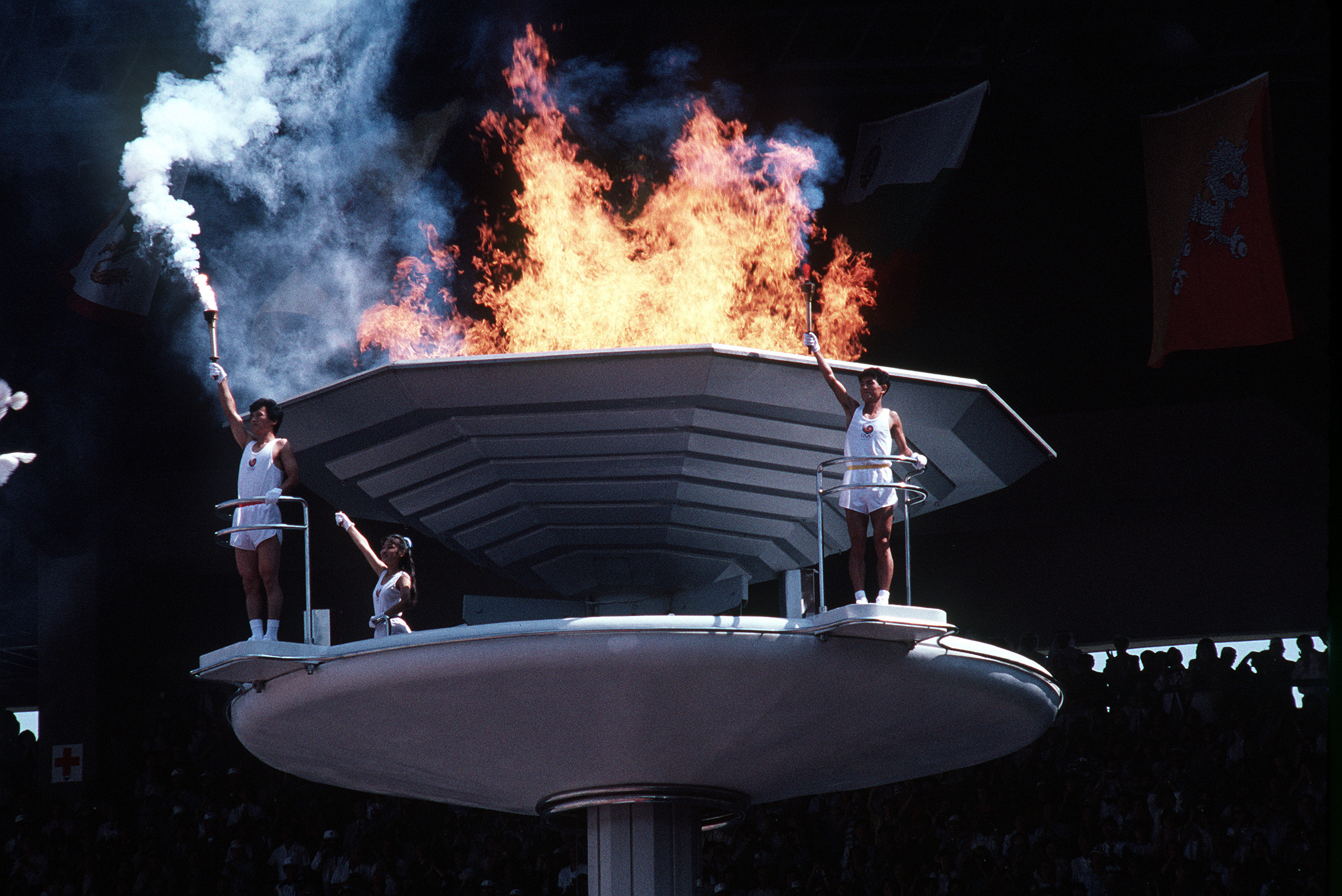
1988년 서울 올림픽 성화대 점화식]
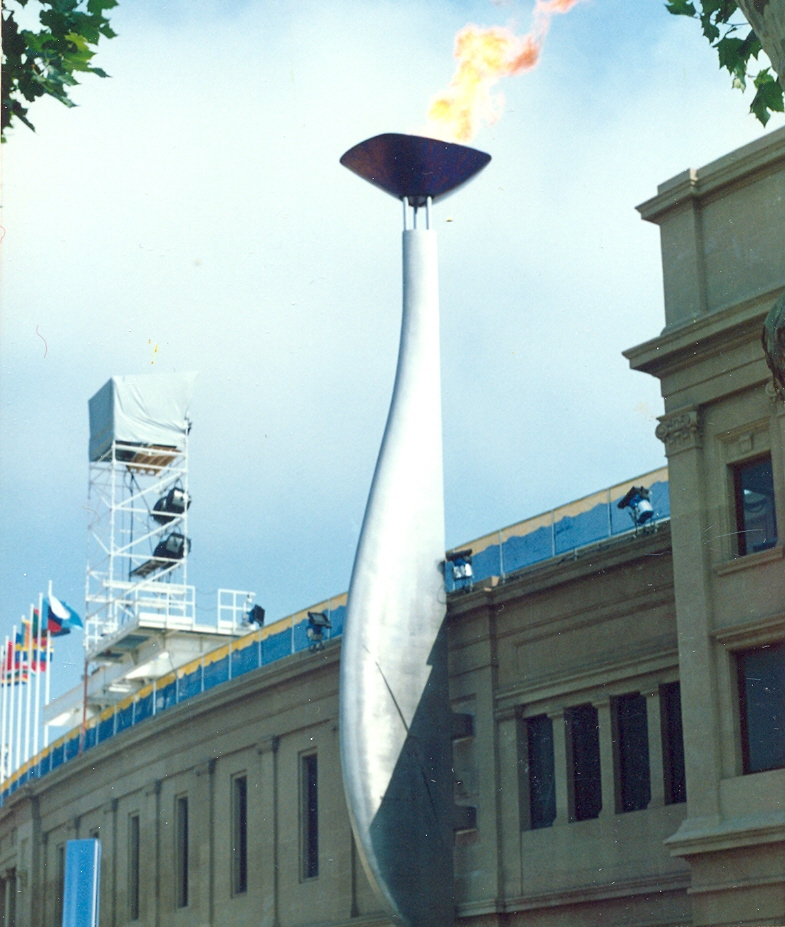
1992년 바르셀로나 올림픽 성화대
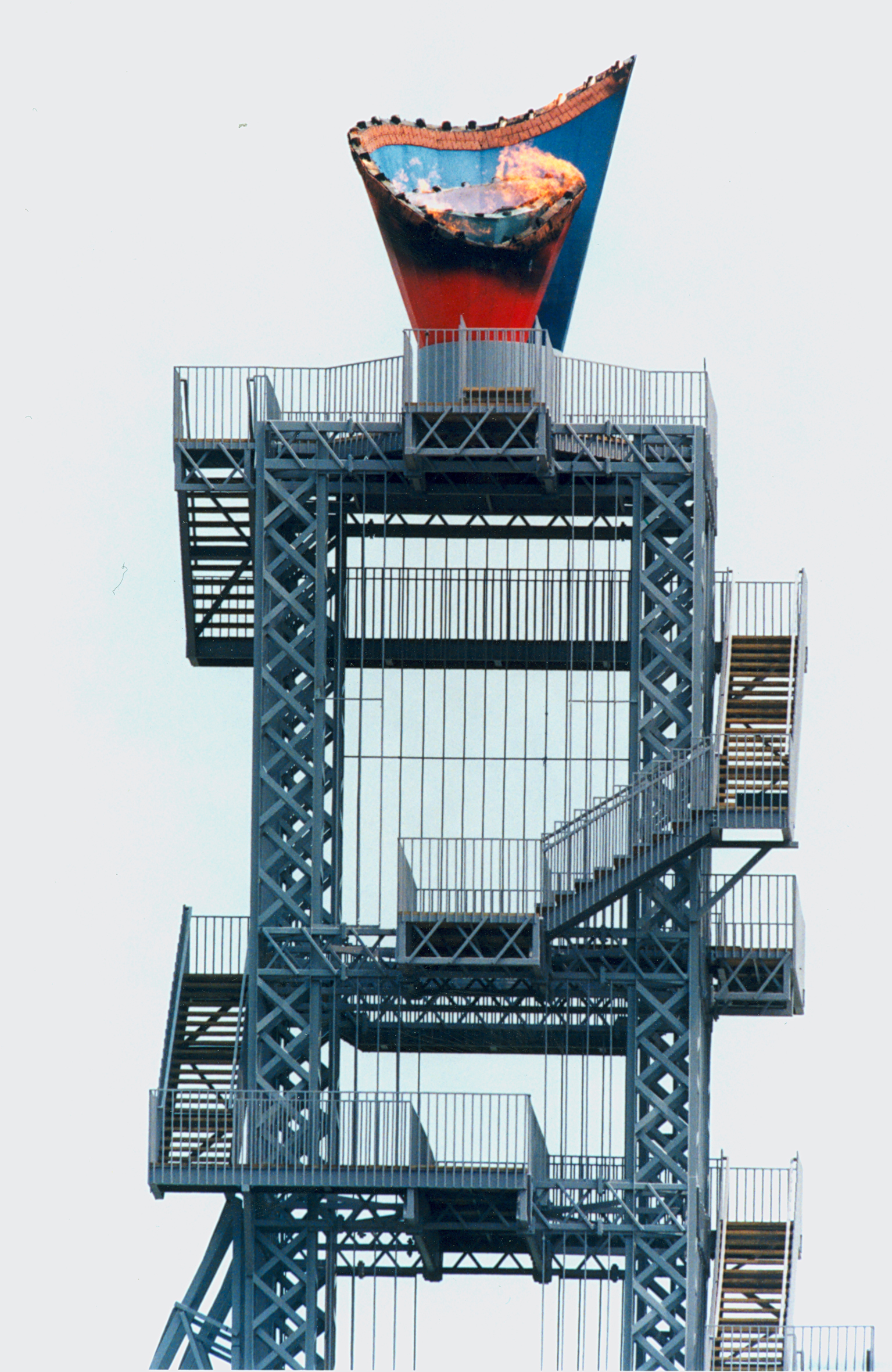
1996년 애틀랜타 올림픽 패럴림픽 성화대
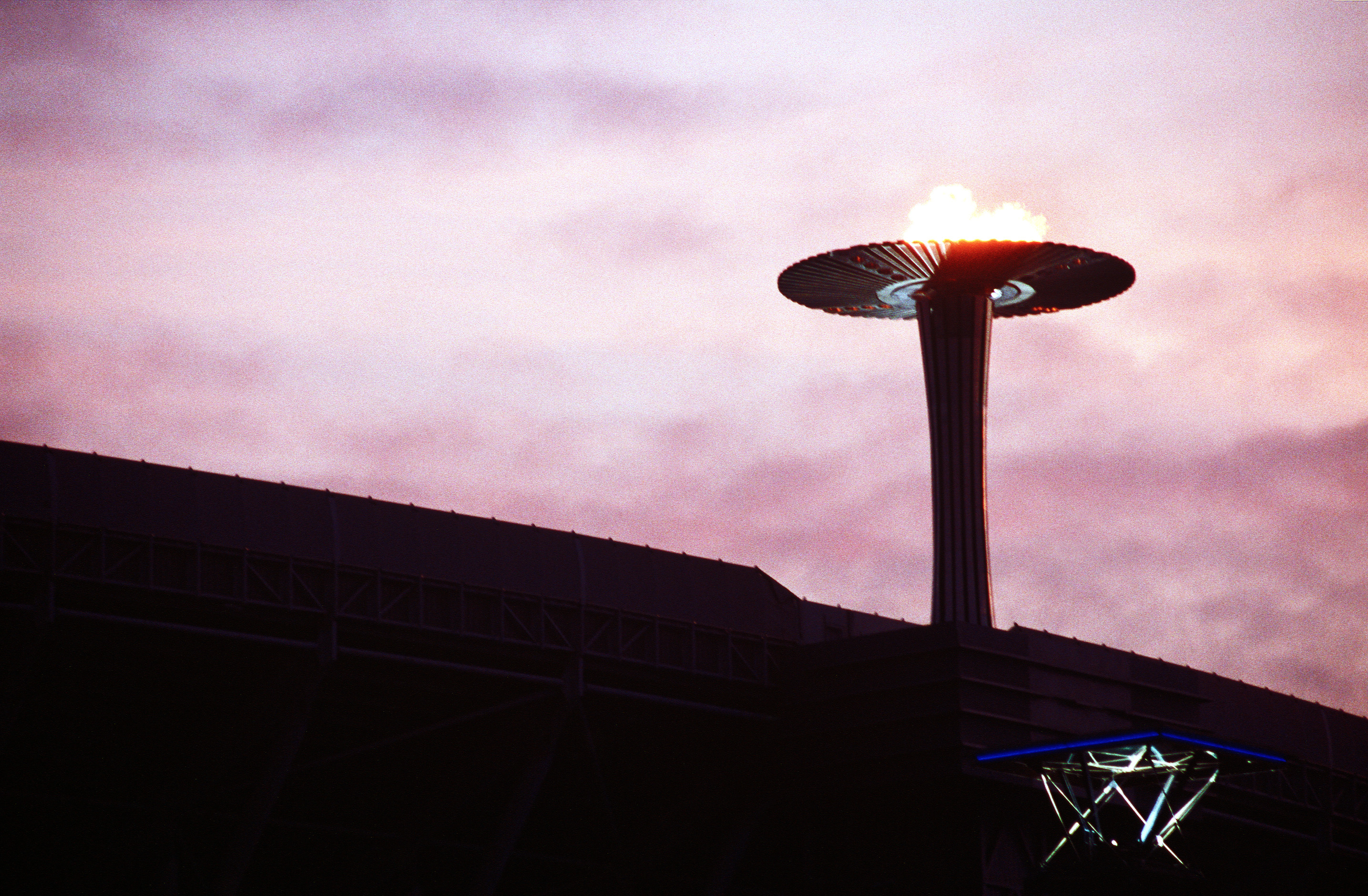
2000년 시드니 올림픽 성화대
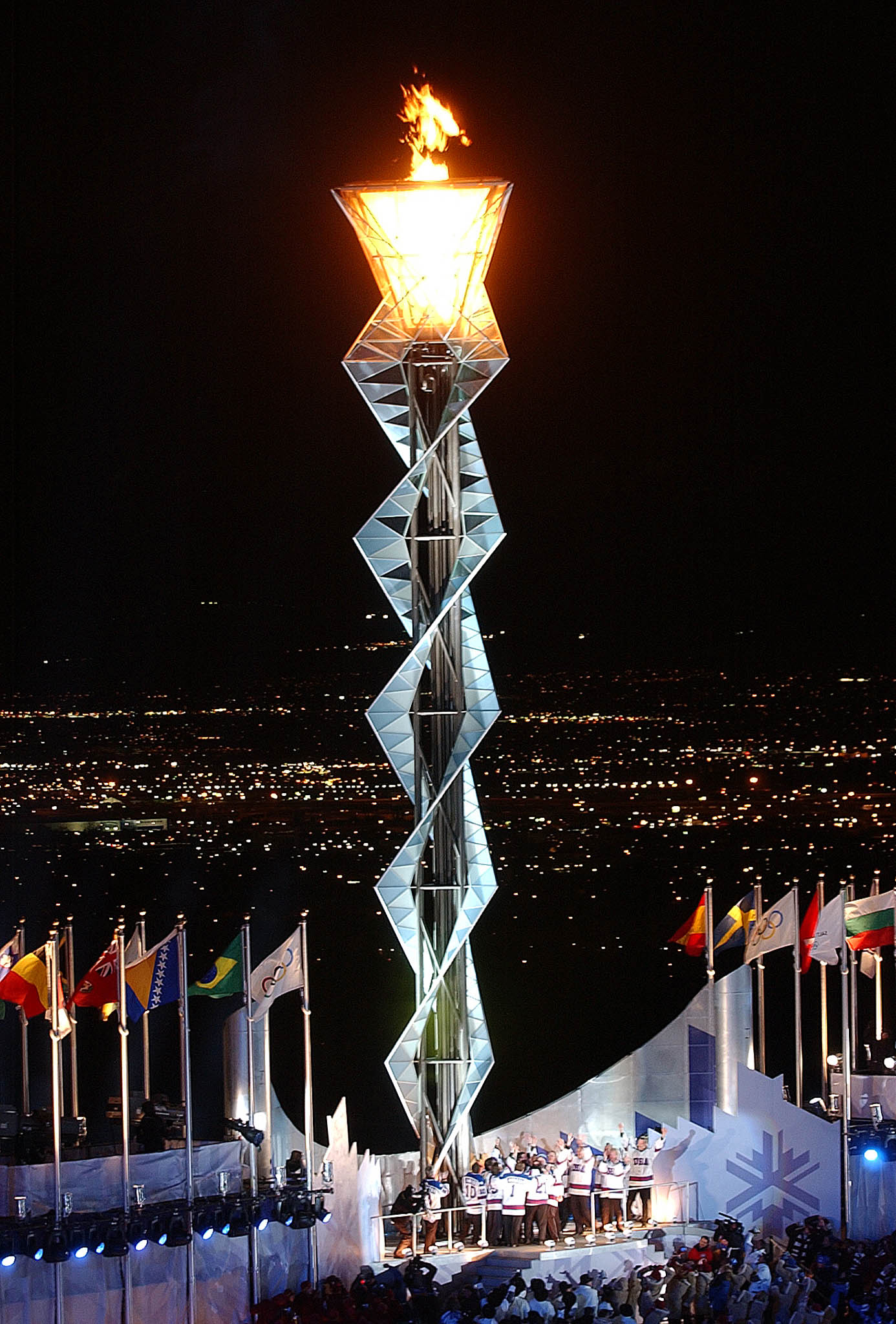
2002년 솔트레이크 동계 올림픽 성화대
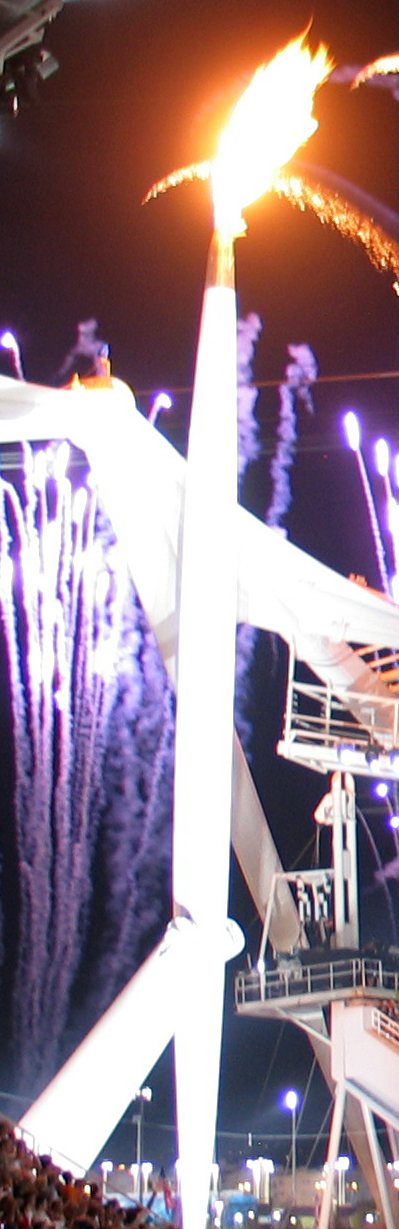
2004년 아테네 올림픽 성화대
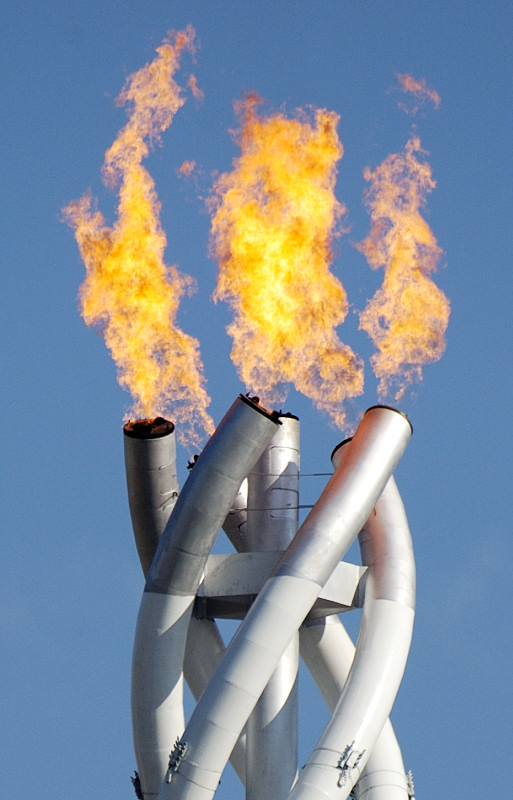
2006년 토리노 동계 올림픽 성화대
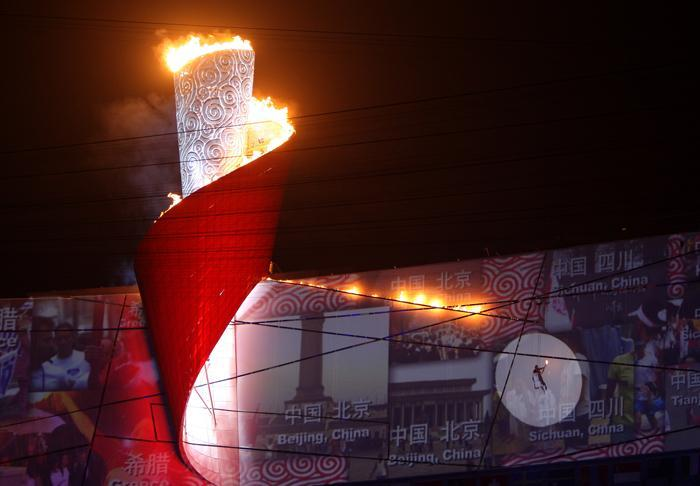
2008년 베이징 올림픽 성화대
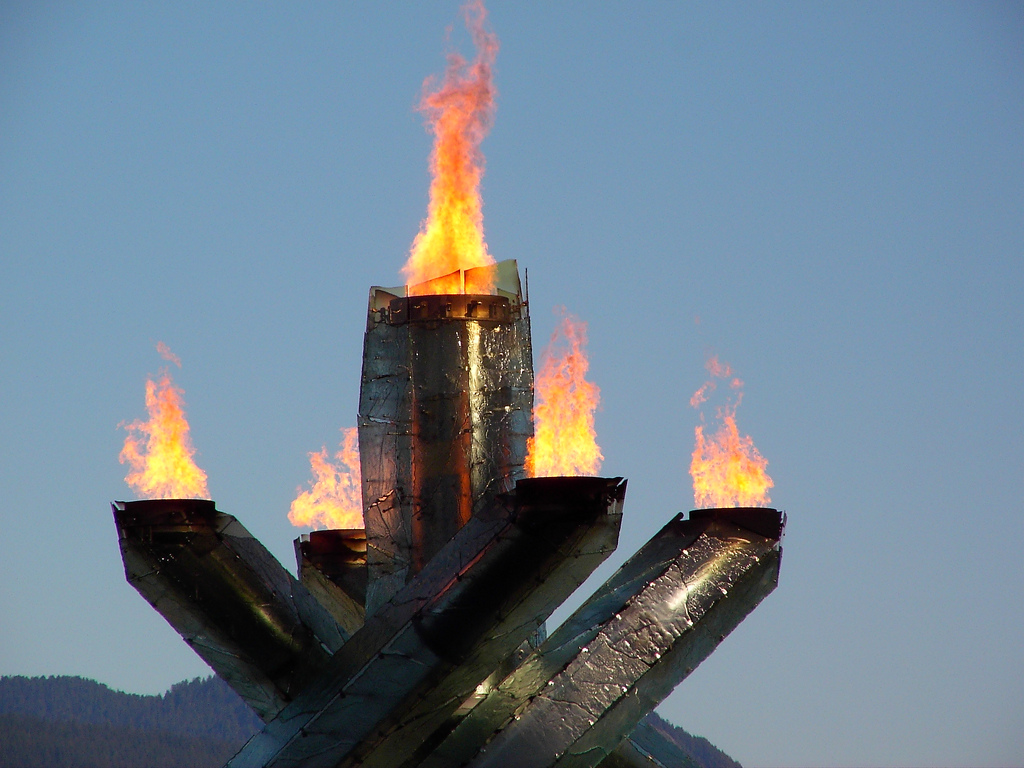
2010년 밴쿠버 올림픽 성화대
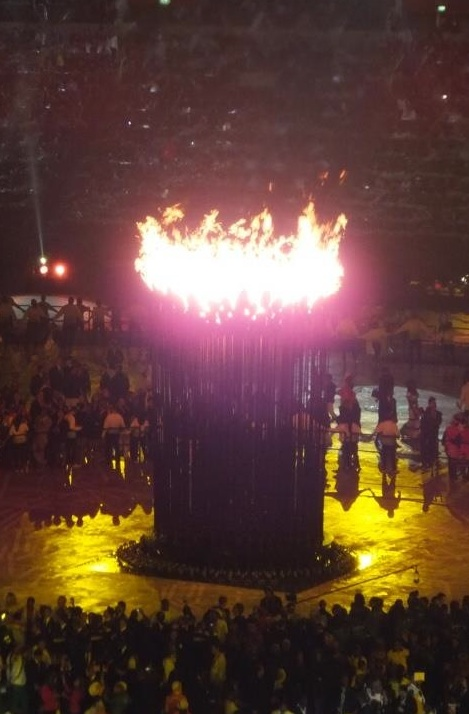
2012년 런던 올림픽 성화대
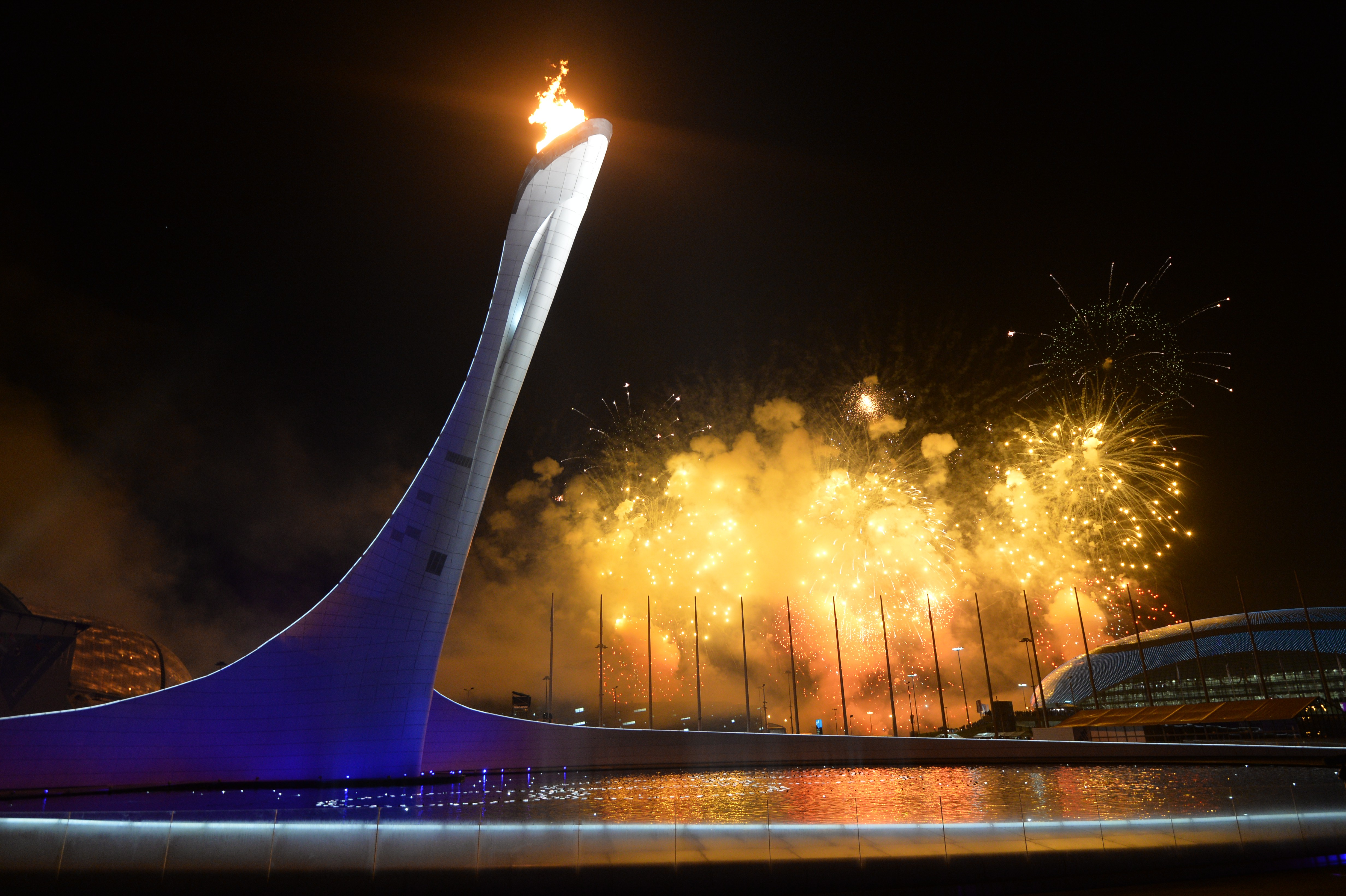
2014년 소치 동계 올림픽 성화대
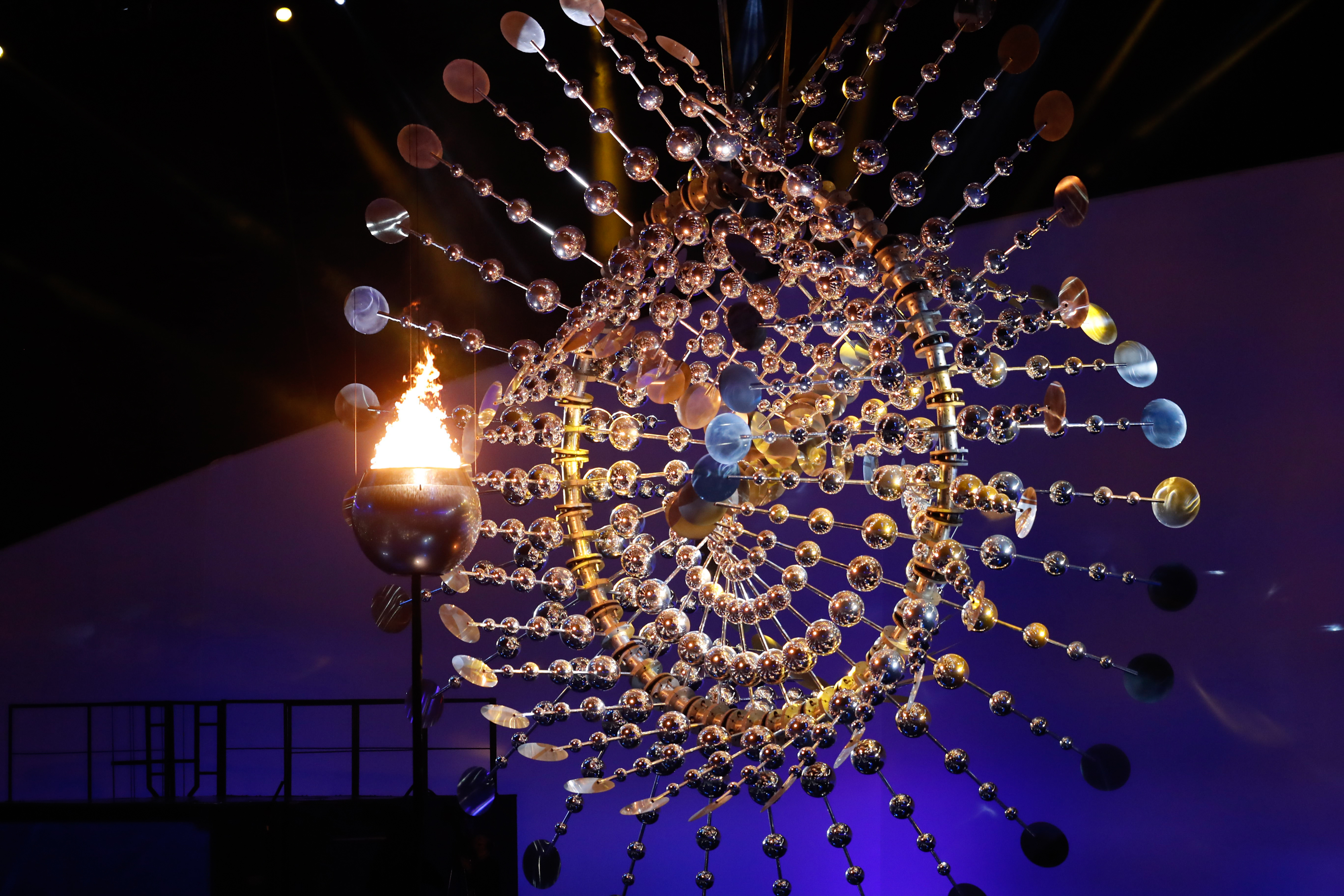
2016년 리우데자네이루 하계 올림픽 성화대
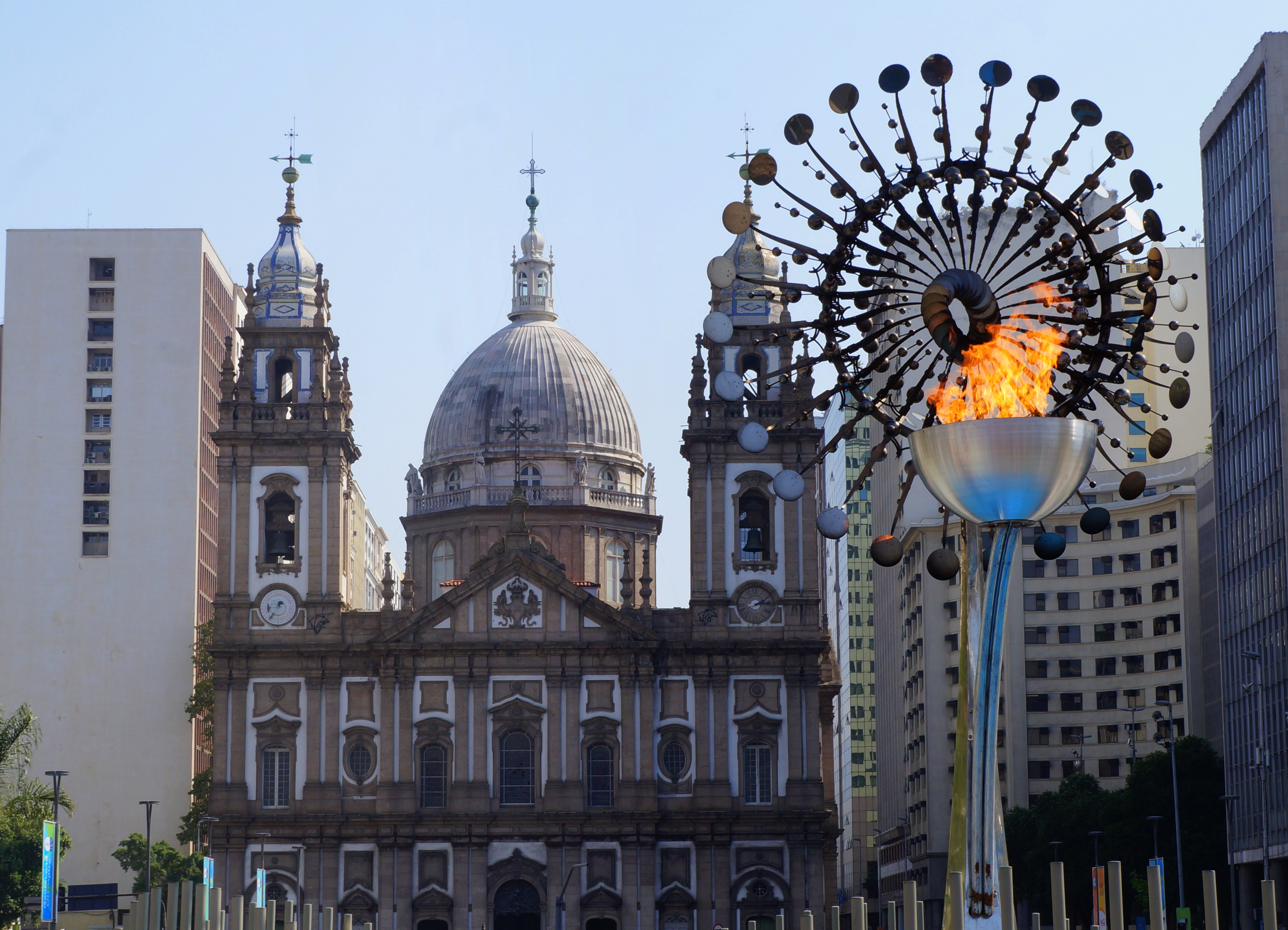
2016년 리우데자네이루 하계 올림픽 공공 성화대
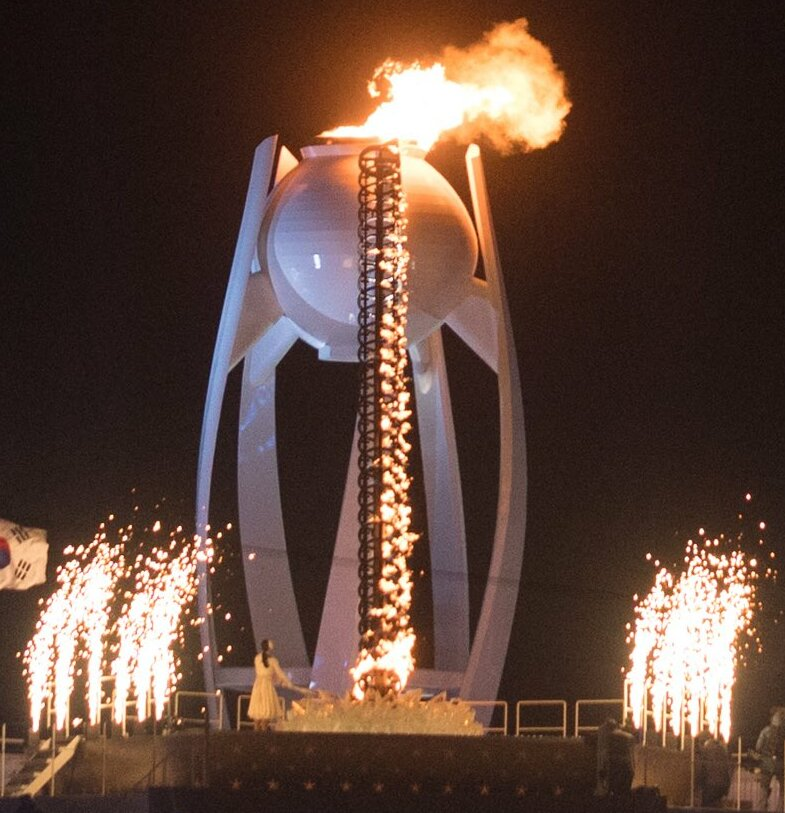
2018년 평창 동계 올림픽 성화대
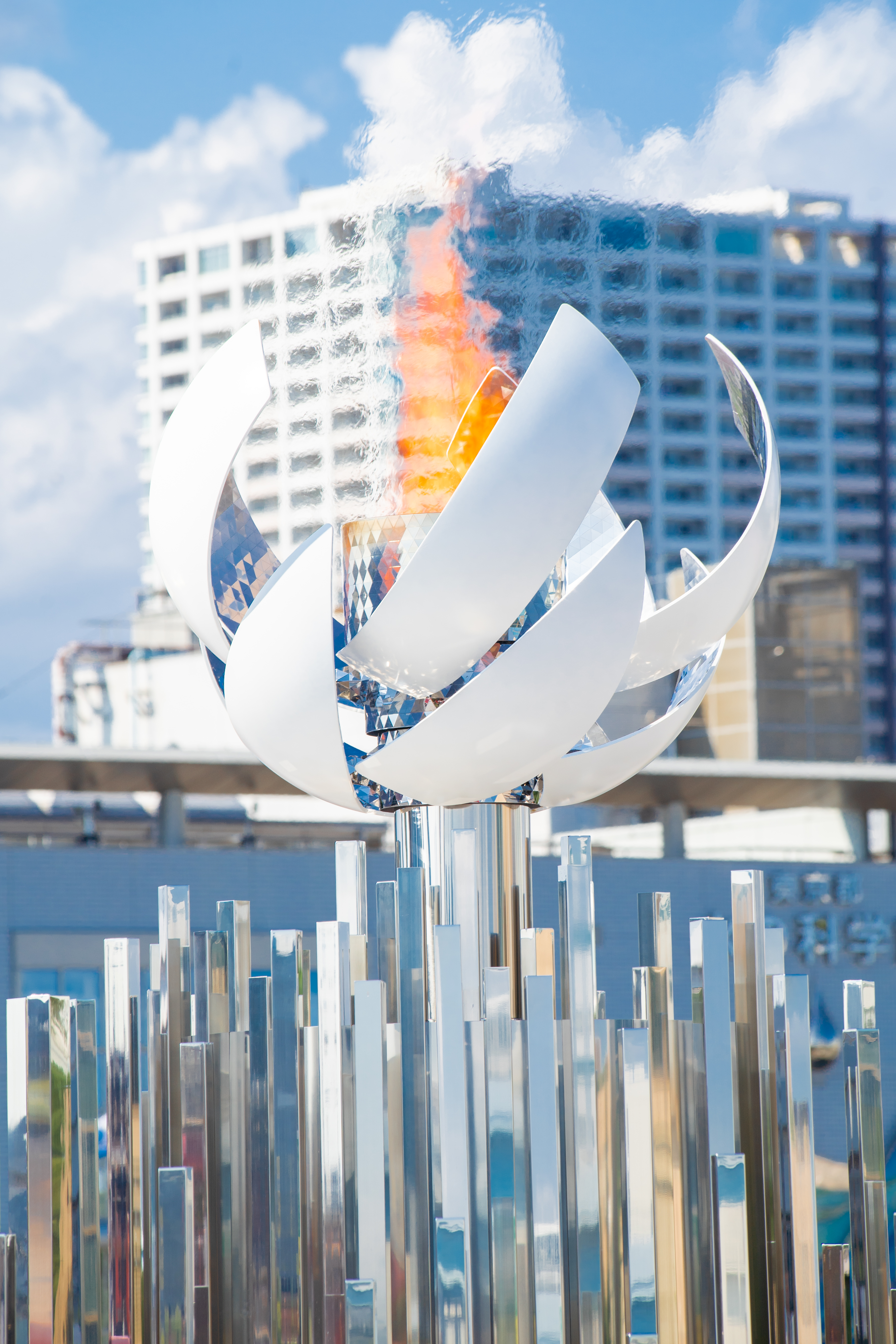
2020년 도쿄 올림픽 성화대
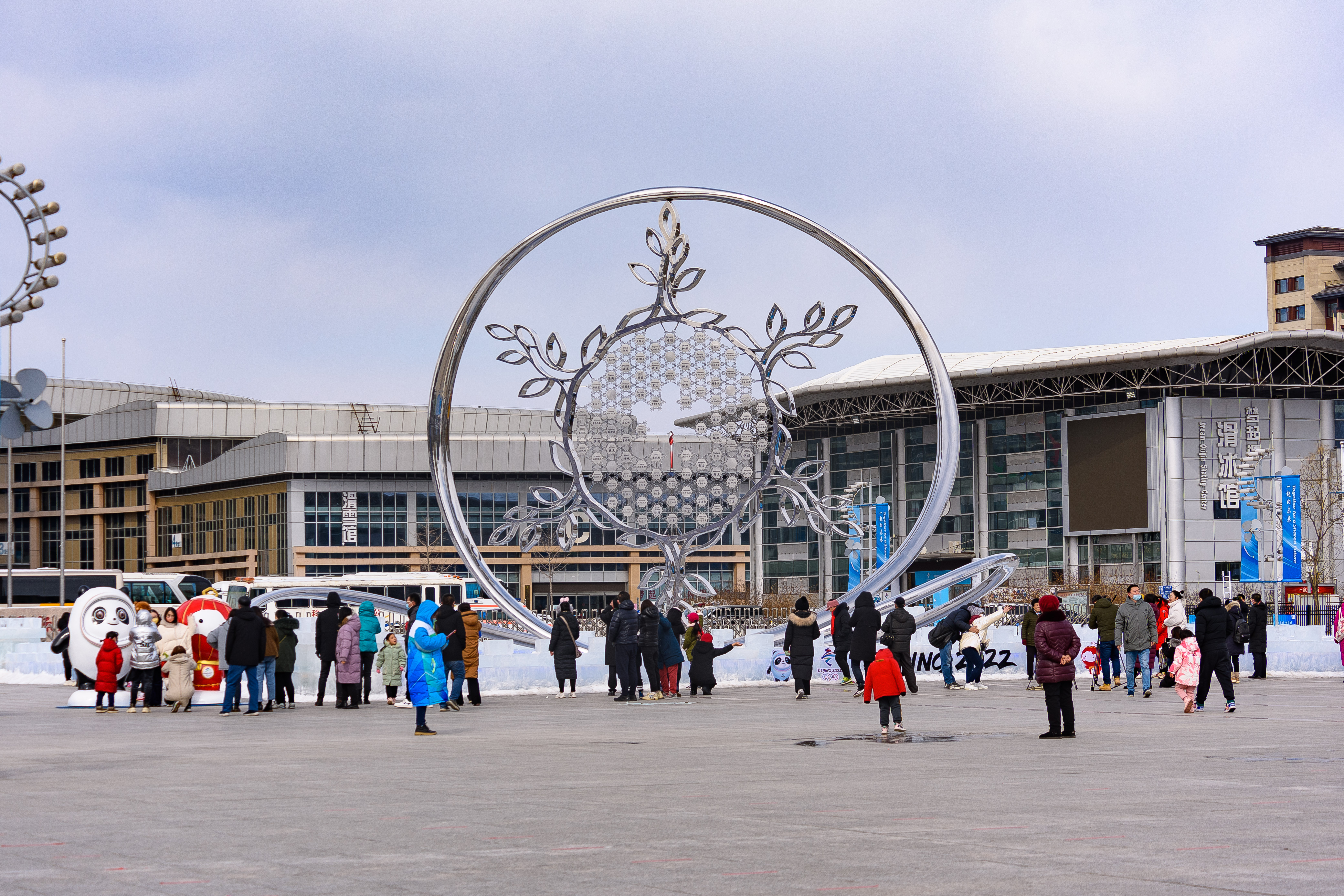
2022년 베이징 올림픽 공공 성화대